# أوروبا من أجل فلسطين
أوروبا من أجل فلسطين هي منظمة غير حكومية فرنسية أسستها أوليفيا زيمور ، مكرسة لإنهاء " احتلال الأراضي الفلسطينية " امتثالاً لقرار مجلس الأمن التابع للأمم المتحدة رقم 242 الذي صدر بعد حرب 1967. وبحسب المنظمة، فقد تم تشكيلها من قبل تنسيقية النداءات من أجل السلام العادل في الشرق الأدنى ، التي أنشئت في فبراير/شباط 2002 ووقع عليها في أقل من ثلاثة أشهر أكثر من 12 ألف شخص.
وترى أوروبا من أجل فلسطين أن هدفها هو الضغط على الاتحاد الأوروبي والحكومة الفرنسية من أجل إجبار إسرائيل "على احترام قرارات الأمم المتحدة واتفاقيات جنيف والحكم الأخير الذي أصدرته محكمة العدل الدولية في لاهاي" والذي أعلن أن بناء الجدار الإسرائيلي في الضفة الغربية غير قانوني. وتؤكد منظمة أوروبا الفلسطينية أن أي "مساعدة أو دعم في الحفاظ على الوضع الناتج عن مثل هذا البناء" للجدار غير قانوني بالنسبة لجميع الدول التي تعترف بمحكمة العدل الدولية، في حين أن الأطراف في اتفاقية جنيف الرابعة لديها "التزام بالإضافة إلى ذلك بضمان امتثال إسرائيل للقانون الإنساني الدولي".
في عام 2002، دعمت منظمة أوروبا الفلسطينية القرار الذي اتخذته جامعة بيير وماري كوري وجامعة ليل بمقاطعة اتفاقية التعاون العلمي بين الاتحاد الأوروبي وإسرائيل ، بدعوى أن إسرائيل لم تحترم المادة الثانية من الاتفاقية.

## روابط خارجية
- (بالفرنسية) Europalestine's official website